# Nancy Hollister
Nancy Putnam, coniugata Hollister (Marietta, 22 maggio 1949), è una politica statunitense, governatrice dell'Ohio per soli 11 giorni dal 31 dicembre 1998 all'11 gennaio 1999.

## Biografia
Nata nell'Ohio, dopo gli studi alla Kent State University, Nancy Hollister si sposò e svolse l'attività di casalinga.
Entrò in politica con il Partito Repubblicano nel 1980, quando vinse un seggio all'interno del consiglio comunale di Marietta. Nel 1984 fu eletta sindaco della città e restò in carica fino al 1991.
Lavorò all'interno dell'amministrazione del governatore George Voinovich e nel 1995 divenne la sua vice, succedendo a Mike DeWine che era stato eletto al Senato.
Nel 1998, in occasione delle elezioni di midterm, anche Voinovich fu eletto senatore, mentre Bob Taft vinse la competizione per la carica di governatore. Nancy Hollister si era candidata alla Camera dei Rappresentanti e aveva sconfitto nelle primarie repubblicane l'ex deputato Frank Cremeans, tuttavia aveva perso le elezioni generali contro il candidato democratico Ted Strickland. Voinovich rassegnò le dimissioni da governatore il 31 dicembre, in modo da poter prestare giuramento come senatore tre giorni dopo; fu così che Nancy Hollister ascese alla carica di governatrice, occupando il seggio per soli undici giorni, fino all'insediamento di Taft. Fu la prima donna a rivestire la carica di governatore dell'Ohio.
Subito dopo, la Hollister ottenne un seggio all'interno della Camera dei rappresentanti dell'Ohio. Fu rieletta per altri due mandati, per poi essere sconfitta nel 2004.